# Clara Bindi
Pour les articles homonymes, voir Bindi (homonymie).
Clara Bindi, née à Naples (Italie) le 1er novembre 1927 et morte le 24 février 2022 à Rome, est une actrice italienne.

## Biographie

### Vie privée
Clara Bindi est mariée avec l'acteur Aldo Bufi Landi.

## Filmographie partielle

### Au cinéma
- 1948 : Assunta Spina : Una lavorante alla stireria  (non créditée)
- 1950 : Totò Tarzan : la femme avec des fruits sur le chapeau (non créditée)
- 1951 : Accidenti alle tasse!! : Madame Martinelli
- 1951 : Virginité (Verginità) de Leonardo De Mitri : une amie de Gina
- 1952 : La Machine à tuer les méchants (La macchina ammazzacattivi) : Giulietta Del Bello
- 1952 : Campane di Pompeii
- 1953 : Martin Toccaferro
- 1953 : La Fille sans homme (Un marito per Anna Zaccheo) de Giuseppe De Santis (voix)
- 1954 : Repris de justice (Avanzi di galera) de Vittorio Cottafavi : (Avanzi di galera )
- 1954 : Tarantella napoletana : une membre de la troupe
- 1956 : Amaramente : Iolanda - l'amante d'Andrea
- 1957 : Maris... en liberté  (Mariti in città ) de Luigi Comencini : la femme de Giacinto
- 1957 : Le Moment le plus beau (Il momento più bello) : Matilde Fontana
- 1958 : I prepotenti : Madame Carmela Esposito
- 1959 : Hold-up à la milanaise (Audace colpo dei soliti ignoti) : Clara (comme Clara Bini)
- 1959 : La Vengeance du Sarrasin (La scimitarra del Saraceno) : une prostituée de la taverne
- 1959 : Aventures à Capri (Avventura a Capri) : Carmelina
- 1959 : Papa est amoureux (Tutti innamorati)
- 1959 : Guardatele ma non toccatele : la femme affamée (non créditée)
- 1960 : Le Masque du démon : Inn Keeper  (La maschera del demonio)
- 1961 : Le ambiziose : la mère de Bettina
- 1962 : Le Religieux de Monza (Il monaco di Monza) : Una popolana
- 1963 : Objectif jupons (Obiettivo ragazze) : la femme au sauna
- 1963 : L'Invincible Cavalier noir (L'invincibile cavaliere mascherato) de Umberto Lenzi : femme du pestiféré
- 1964 : Che fine ha fatto Totò baby? : Toto Baby's Wife
- 1966 : Fumo di Londra : l'épouse (Smoke Over London)
- 1968 : Rome comme Chicago (Roma come Chicago) : Madame Gioielleria  (Bandits in Rome)
- 1968 : Faustina : la mère de Faustina
- 1970 : Ma chi t'ha dato la patente? :
- 1974 : Commissariat de nuit (Commissariato di notturna) : la femme en robe de nuit
- 1975 : La Femme du dimanche : la femme de Benito  (La donna della domenica )
- 1976 : La prima notte di nozze
- 1976 : La lycéenne se marie (Scandalo in famiglia)
- 1976 : La ragazza dalla pelle di corallo
- 1976 : La Flic chez les poulets (La poliziotta fa carriera)
- 1978 : Napoli serenata calibro 9
- 1984 : Arrapaho :
- 1988 : La posta in gioco
- 1990 : C'è posto per tutti : la mère de Ferdinando
- 1998 : Per tutto il tempo che ci resta
- 2006 : L'Ami de la famille (L'amico di famiglia) de Paolo Sorrentino : la mère de Geremia
- 2006 : Ti lascio perché ti amo troppo : la grand-mère de Mariano
- 2007 : Signorina Effe : grand-mère Martano  (Miss F)
- 2008 : La seconda volta non si scorda mai : Clara
- 2009 : Villa Amalia de Benoît Jacquot : Marion
- 2010 : Benvenuti al Sud de Luca Miniero
- 2013 : Il principe abusivo : Anziana Barista